# Анджелабейби
Анжела Ян Ин (англ. Angela Baby; родилась 28 февраля 1989 года, Шанхай) — китайско-гонконгская модель, актриса и певица.

## Ранние годы
Имеет немецкие корни со стороны отца и китайские со стороны матери. Она свободно говорит на китайском, кантонском, английском языках.
В возрасте 13 лет переехала в Гонконг, окончила колледж Нотр-Дам. Во время учёбы в школе её иногда называли «Бейби», и когда она начала работать моделью, она объединила эти два имени в одно Angelababy.

## Карьера
В 14 лет она заключила контракт с Style International Management.
Сыграла главную роль в японском веб-Любовном романе Твита драмы в июле 2010.
Она озвучивала Рапунцель в кантонском дубляже мультфильма «Рапунцель».
В мае 2012 года она подписала контракт с Avex Group для деятельности в Японии. С тех пор она изучает японский язык.
В 2015 году она стала послом продукта MeiTu в Китае.
Она считается китайской Ким Кардашьян наряду с другими знаменитостями, такими как Kavita Radheshyam из Индии, Лина Аюби из Австралии, Shahira Barry из Ирландии, Анастасия Квитко из России по опросу, проведенному Daily Mirror.

## Личная жизнь
Анжела встречалась с китайским актером Хуан Сяомином в течение шести лет, но они скрывали свои отношения до февраля 2014 года. 27 мая 2015 года они получили свидетельство о браке в Циндао, Китай и их свадьба состоялась в Шанхае 8 октября 2015 года. Свадебный банкет, как сообщается, был одним из самых роскошных в истории Китая  
(оценивается в $ 31 000 000).
В январе 2022 года пара объявила о разводе. 

### Синглы
- 2010: Beauty Survivor
- 2011: Love Never Stops
- 2011: Everyday’s A Beautiful Story
- 2012: Can We Smile Together